# Feldkirch, Haut-Rhin
Feldkirch är en kommun i departementet Haut-Rhin i regionen Grand Est (tidigare regionen Alsace) i nordöstra Frankrike. Kommunen ligger i kantonen Soultz-Haut-Rhin som tillhör arrondissementet Guebwiller. År 2022 hade Feldkirch 1 002 invånare.

## Befolkningsutveckling
Antalet invånare i kommunen Feldkirch
| Referens: INSEE |